# Дібрівка (Комишнянська селищна громада)
Дібрівка —  селище в Україні, у Комишнянській селищній територіальній громаді Миргородського району Полтавської області. Населення становить 105 осіб. До 2020 року підпорядковувалося Клюшниківській сільській раді.

## Географія
Селище розташоване на відстані 0,5 км від села Штомпелів та за 1,5 км від села Гасенків. Через селище проходить залізниця, станція Дібровський Кінний Завод.